# Thelonious Monk and Sonny Rollins
Albums de Thelonious Monk
Monk
(1954) Piano Solo (en)
(1954)
Thelonious Monk and Sonny Rollins est un album du pianiste de jazz Thelonious Monk paru en 1955 sur le label Prestige. Monk propose sur cet album trois nouvelles compositions personnelles et interprète deux standards en sideman lors d'une séance d'enregistrement effectuée en octobre 1954 avec le saxophoniste ténor Sonny Rollins.

## Contexte
En 1953, Thelonious Monk éprouve des difficultés à décrocher des contrats pour jouer, sa musique est jugée à cette période trop originale. Bob Weinstock producteur au label Prestige propose cependant à Monk de venir faire un enregistrement au mois de novembre. Monk souhaite pour cette session s'entourer du ténor Sonny Rollins et du trompettiste Ray Copeland mais le jour de l'enregistrement, un vendredi 13, plusieurs évènements viennent perturber ses attentes et celles des producteurs. Monk et Rollins arrivent au studio avec plus d'une heure de retard suite l'accrochage de leur taxi avec l'arrière d'une moto. Copeland arrive ensuite avec une grosse grippe et doit être remplacé. Suivant la volonté de Monk c'est l'inattendu et assez inexpérimenté Julius Watkins (au cor d'harmonie) qui le remplace, alors qu'ils n'ont jamais enregistré ensemble auparavant,. Pour la section rythmique, Weinstock propose d'associer Percy Heath un jeune contrebassiste membre du Modern Jazz Quartet et qui joue déjà pour le label. Monk souhaite aussi intégrer le jeune batteur de 24 ans nommé Willie Jones dont c'est le premier enregistrement.

## Titres
Friday the Thirteenth est un titre composé par Monk en ce vendredi 13 qui avait si mal commencé. Il est joué en fin de journée et dure finalement plus de 10 minutes sous la volonté d'Ira Gitler de faire prolonger le morceau. Bien que la structure du morceau soit simple (2 mesures de 4 accords descendants répétés inlassablement) la créativité musicale des musiciens de ce quintet est ici remarquablement valorisée,.
Work et Nutty sont deux morceaux énergiques enregistrés en septembre par un trio composé de Percy Heath et Art Blakey.
I Want to Be Happy et The Way You Look Tonight sont enregistrés un mois plus tard avec le quartet de Rollins. Rollins souhaite initialement la participation du pianiste Elmo Hope mais celui-ci se fait arrêter peu de temps avant l'enregistrement et Monk accepte d'intégrer le groupe en sideman. I Want to Be Happy est un ancien tube de Vincent Youmans avec un rythme plein d'entrain. The Way You Look Tonight est un autre standard également proposé ici par Rollins dont il modifie la ligne mélodique si bien que Gitler propose d'en changer le titre. L'interprétation de Monk en tant qu'accompagnateur y est plus classique mais n'en est pas moins remarquable.
| N° | Titre                    | Compositeur                    | Durée |  |
| -- | ------------------------ | ------------------------------ | ----- |  |
| 1. | The Way You Look Tonight | Dorothy Fields, Jerome Kern    | 5:13  |  |
| 2. | I Want to Be Happy       | Irving Caesar, Vincent Youmans | 7:43  |  |
| 3. | Work                     | Thelonious Monk                | 5:18  |  |
| 4. | Nutty                    | Thelonious Monk                | 5:16  |  |
| 5. | Friday the Thirteenth    | Thelonious Monk                | 10:32 |  |

## Enregistrements
Les sessions d'enregistrements se déroulent le 13 novembre 1953 (titre 5), le 22 septembre 1954 (titres 3 et 4) et le 25 octobre de la même année pour les titres 1 et 2. Les morceaux sont enregistrés au studio Rudy Van Gelder situé à Hackensack dans le New Jersey sauf le titre 5 enregistré aux studios WOR à New York,.
| Musicien        | Instrument      | Titre   |  | Équipe technique                               |                       |
| --------------- | --------------- | ------- |  | ---------------------------------------------- | --------------------- |
| Thelonious Monk | piano           | 1 - 5   |  | Bob Weinstock (titre 1-4) Ira Gitler (titre 5) | Producteur            |
| Sonny Rollins   | saxophone ténor | 1, 2, 5 |  | Rudy Van Gelder                                | Ingénieur du son      |
| Tommy Potter    | contrebasse     | 1, 2    |  | Ira Gitler                                     | Liner notes d'origine |
| Percy Heath     | contrebasse     | 3, 4, 5 |  |                                                |                       |
| Julius Watkins  | cor d'harmonie  | 5       |  |                                                |                       |
| Art Taylor      | batterie        | 1, 2    |  |                                                |                       |
| Art Blakey      | batterie        | 3, 4    |  |                                                |                       |
| Willie Jones    | batterie        | 5       |  |                                                |                       |